# Tuxerjochhaus
Das Tuxerjochhaus ist eine Schutzhütte des Österreichischen Touristenklubs, welche nicht ganzjährig bewirtschaftet wird. Sie liegt auf einer Höhe von 2313 m ü. A. nordöstlich vom Tuxer Joch in den Tuxer Alpen im österreichischen Bundesland Tirol und im Skigebiet des Hintertuxer Gletschers, der bereits in den Zillertaler Alpen liegt. Zu erreichen ist die Hütte von Hintertux oder von Kasern am Ende des Schmirntals aus.

## Zustieg
- von der Seilbahnstation Sommerbergalm ca. 1 Stunde
- von Hintertux ca. 2,5 Stunden
- von Kasern ca. 2 Stunden

## Übergang zu anderen Hütten
- Geraer Hütte ca. 5 Stunden
- Lizumer Hütte ca. 6 Stunden

## Gipfeltouren
- Pfannköpfl (Reisköpfl) (2388 m) ca. 0,25 Stunde
- Hornspitze (2650 m) ca. 1 Stunde
- Frauenwand (2541 m) ca. 0,5 Stunden
- Lärmstange (2686 m) ca. 1,25 Stunden